# Kleinkarpatendeutsche
Die Kleinkarpatendeutschen  (slowakisch Malokarpatskí Nemci) waren eine kleine deutsche Bevölkerungsgruppe in den Kleinen Karpaten.

## Bezeichnung
Nach ihrem Beruf Holzhacker wurden sie auch Huncokári genannt. Als Selbstbeschreibung findet sich aber auch „Leute aus den Bergen“ (slowak. ľudia z hôr oder auch horskí ľudia). Andere Autoren sprechen von Waldleuten (slowak. ľudia z lesov).

## Beschreibung
Die Volksgruppe siedelte in den Gemeinden Rača („Ratzersdorf“), Devín („Theben“), Svätý Jur (Sankt Georgen), Myslenice / Grinava (Grünau), Pezinok (Bösing), Modra (Modern) und Limbach. Vor dem Zweiten Weltkrieg bildeten Deutsche nur in Limbach und in Pressburg die Mehrheit. Die meisten waren die Lutheraner, nur Theben hatte eine römisch-katholische Mehrheit.

## Geschichte
Die Holzfäller begann Mitte des 18. Jahrhunderts auf Initiative der damaligen Grundherrn, vor allem des Grafen
Pálffy, die Kleinen Karpaten zu besiedeln, um diese wirtschaftlich zu nutzen. Die erste Kindstaufe aus einer Holzfällerfamilie ist für 1740 bezeugt, die erste Hochzeit 1753 in Schattmannsdorf (slowa Častá). Ein großer Teil der bezeugten Familiennamen ist dem oberdeutschen Sprachraum zuzuordnen.
Zu Beginn des Zweiten Weltkriegs zählten sich etwa 800 Personen in den Kleinen Karpaten zu den Holzfällern. Nach der Vertreibungen nach dem Zweiten Weltkrieg blieben nur wenige Personen.

## Heutige Situation
Im Ortsteil Piesok (dt. Sand) der Gemeinde Modra (dt. Modern) findet jährlich Ende Juli ein Waldfest
und ein Holzfäller-Jahrmarkt statt. Ein Bürgerverein (slowak. Občianske združenie) widmet sich der Geschichte der Huncokári.